# 52 Ophiuchi
52 Ophiuchi, eller V2125 Ophiuchi, är en roterande variabel av Alfa2 Canum Venaticorum-typ (ACV) i stjärnbilden Ormbäraren.
52 Ophiuchi har visuell magnitud +6,57 och varierar i amplitud med 0,041 magnituder och en period av 9,75 dygn. Den befinner sig på ett avstånd av ungefär 840 ljusår.